# Enrico Letta
Enrico Letta (født 20. august 1966 i Pisa, Italien) er en italiensk politiker, der har været Italiens premierminister fra april 2013 til februar 2014. Han blev udpeget til posten som premierminister to måneder efter parlamentsvalget i 2013. Han har desuden været minister for europæiske anliggender (udpeget i 1998) og har siddet i Europaparlamentet fra 2004-2006.